# Filatelistické album

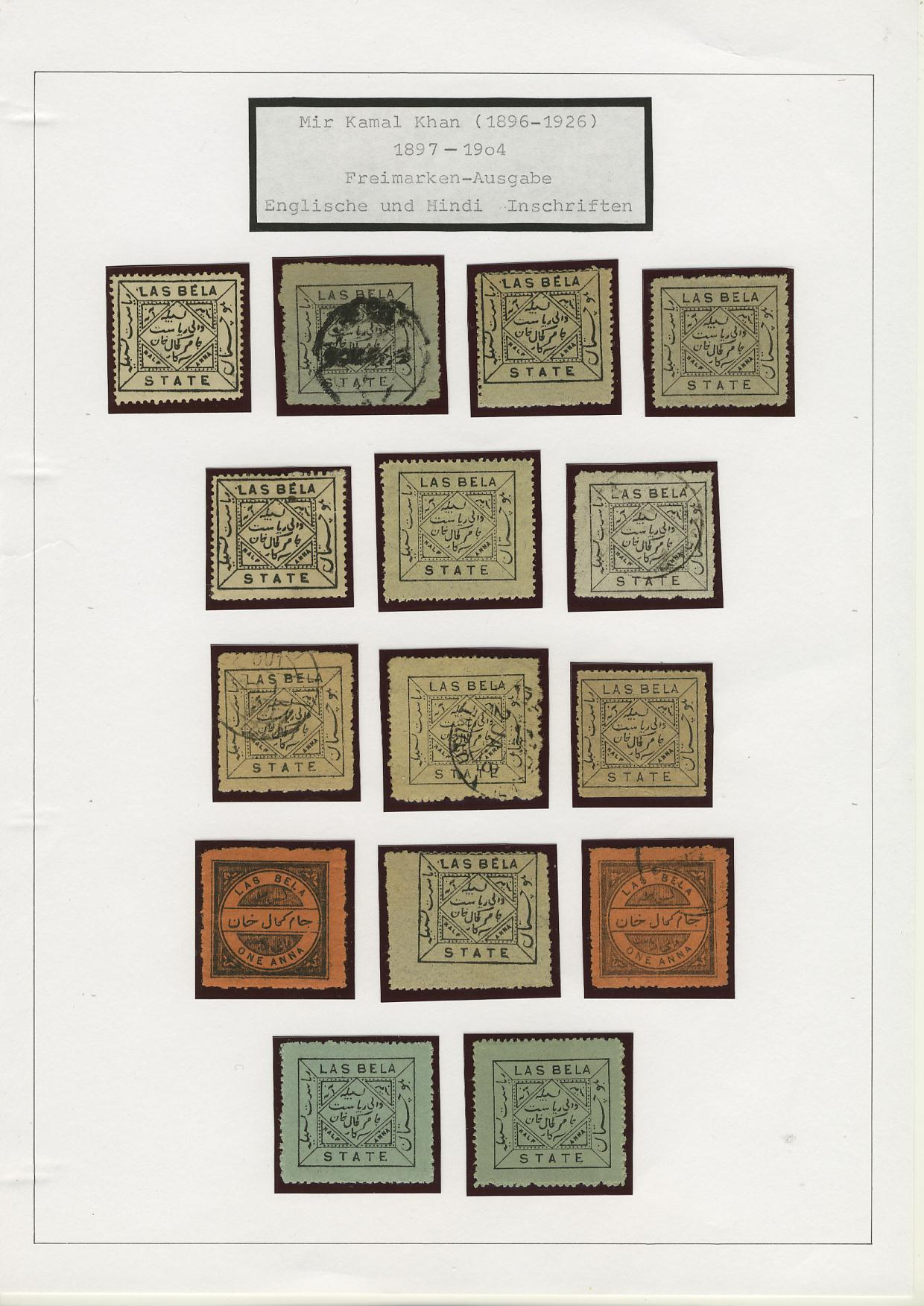
Albový list pro výstavní účel

Filatelistické album je kniha používaná filatelisty jako úložiště poštovních známek a dalších vhodných předmětů filatelistického zájmu. Je považována za základní filatelistickou pomůcku k výstavním účelům.

## Popis
Album pro známky je kniha, která může mít listy vázané, či s vloženými listy sevřenými v deskách pomocí šroubů, případně v deskách pérových. Listy mohou být předtištěné, kde se známky dávají na pevně určené místo dle předtisku. Nebo jsou bílé a sběratel si jejich umístění volí sám podle své úvahy.
Alba se používají nejen na poštovní známky, ale i na poštovní celistvosti a celiny. Vlepují se v krajním případě přímo, či častěji s pomocí průhledné speciální pásky, nejčastěji se vkládají za krycí fólii.
Rozdíl mezi zásobníkem známek a albem známek je hlavně v technice umístění, upevnění známky a odlišnosti použité knihy.
Velkou tradici mají výrobky západoněmecké firmy HAWID. Vyrábí pouzdra určená do alb, které jsou vytvořena ze dvou fólií, spodní se přilepí na list alba, horní průhledná známku kryje. Známky se vkládají mezi tyto fólie. Tvar pouzdra (kapsička) zabraňuje vypadnutí známky i ve svislém výstavním rámu.
Pro výstavní účely se používají do rámů jednotlivé listy alba doplněné o popis exponátu. Listy bývají zpravidla čistě bílé, kde známky vyniknou.